# Brendan Corey
Pour les articles homonymes, voir Corey.
Brendan Corey est un patineur de vitesse sur piste courte australien.

## Biographie
Il naît au Canada à Fredericton d'une mère australienne et d'un père canadien.
En 2019, il est neuvième des championnats nationaux canadiens. La même année, souffrant d'une commotion cérébrale, il est mis en arrêt forcé par l'équipe canadienne et exclu des sélections. Il est approché par un coach australien, Richard Nizielski, qui lui dit vouloir remettre le programme national de patinage de vitesse sur piste courte sur les rails. Il accepte alors l'offre et intègre leur équipe nationale.
Il participe aux épreuves de patinage de vitesse sur piste courte aux Jeux olympiques de 2022 sur le 1000 mètres.